# Gagernberg

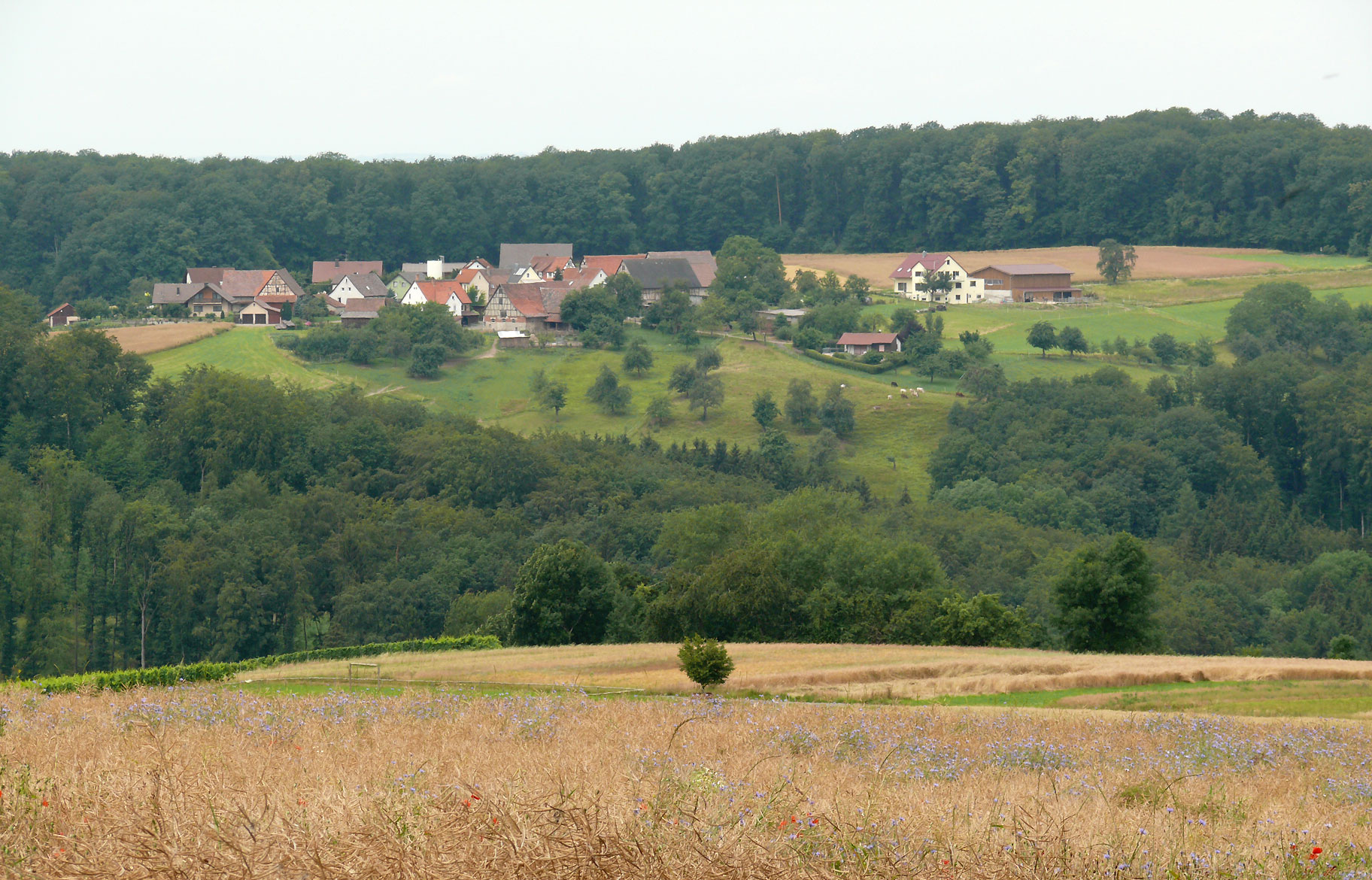
Gagernberg, aus östlicher Richtung gesehen

Gagernberg ist ein Weiler im Landkreis Heilbronn im nördlichen Baden-Württemberg, der einst zu Schmidhausen zählte und mit diesem 1971 zur Stadt Beilstein kam.

## Geographie
Gagernberg liegt im Schwäbisch-Fränkischen Wald etwa zwei Kilometer nordöstlich von Schmidhausen auf einer Anhöhe oberhalb des rechten Ufers des Schmidbachtals, das von Nordosten bei Löwenstein kommend nach Schmidhausen im Südwesten abfällt. Etwa 500 Meter nordwestlich von Gagernberg liegt im Wald der Annasee.

## Geschichte

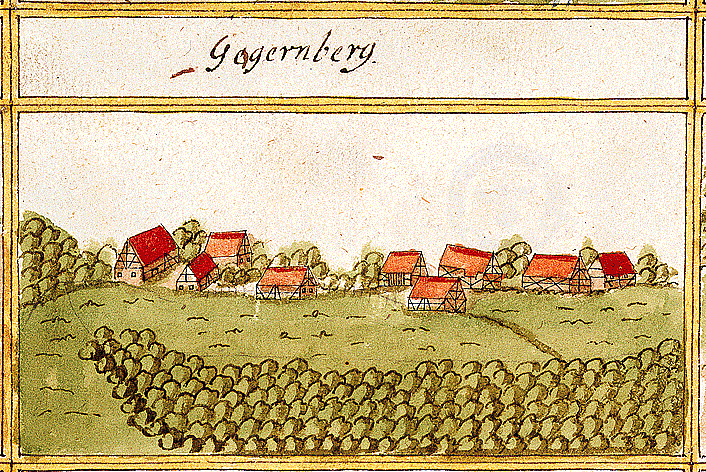
Gagernberg um 1686

Gagernberg zählt zu den Rodungs- und Waldweilern, die von Schmidhausen aus gegründet wurden. Der Weiler teilt im Wesentlichen die Geschichte von Schmidhausen und kam mit diesem und seinen weiteren Weilern 1443 von den Herren von Urbach an die Pfalzgrafen bei Rhein und dadurch an die Grafen von Löwenstein, die den Besitz ab 1510 als württembergisches Mannlehen innehatten.
Im 16. Jahrhundert gab es vier Lehen im Weiler, die sich insgesamt rund 110 Morgen Fläche teilten. Äcker bildeten dabei mit 43 Morgen den größten Anteil, gefolgt von Wiesen (34 Morgen) und Wald (33 Morgen). 1753 gab es fünf Herdstellen in Gagernberg, 1810 gab es 58 Einwohner. 
Bei der Umsetzung der neuen Verwaltungsgliederung im Königreich Württemberg wurde Gagernberg 1810 mit Schmidhausen dem Oberamt Marbach zugeordnet.
1865 war mit 61 Einwohnern ein Höchststand erreicht. Die Einwohnerzahl blieb bis Ende des 19. Jahrhunderts relativ stabil und sank im Verlauf des 20. Jahrhunderts auf 30 Personen im Jahr 1983 ab.